# Prosopographisches Lexikon der Palaiologenzeit
Prosopographisches Lexikon der Palaiologenzeit (скраћено PLP, прев. Просопографски лексикон епохе Палеолога) је референтно дело просопографије Византије у доба династије Палеолога. Излазио је од 1976. до 1996. године у издању Аустријске академије наука, на немачком језику.
Лексикон је уредио Ерих Трап у сарадњи са Рајнером Валтером, Ханс Вајт Бајером, Катјом Штурм-Шнабл, Евалдом Кислинџером, Сократисом Капланерисом и Јоанисом Леонтијадисом. Састоји се из 15 томова – у 12 се налазе просопографски подаци, два садрже исправке и допуне, а последњи индекс појмова. Од 2001. године доступна су издања и у облику ЦД-а и интернет издања које се плаћа.
Дело је веома обиман извор биографија и родослова личности из позновизантијског периода. Оно садржи податке о знаменитим Грцима, Италијанима, Словенима, Албанцима и Турцима, због чега је значајно за проучавање историје ових народа.